# Wałowice (województwo łódzkie)
Wałowice – wieś w Polsce położona w województwie łódzkim, w powiecie rawskim, w gminie Rawa Mazowiecka.
Do 1953 roku istniała gmina Wałowice. W latach 1975–1998 miejscowość należała administracyjnie do województwa skierniewickiego. Sołectwo Wałowice liczy 302 osoby wraz ze Starym Dworem – małą wioseczką będącą pod wspólna nazwą z Wałowicami (Wałowice – 267 osób, zaś Stary Dwór – 35 osób).